# Maruti Gypsy
Le Maruti Gypsy est un véhicule tout-terrain fabriqué en Inde par Maruti Suzuki et vendu en Inde ainsi qu'en Nouvelle-Zélande sous le nom de "Farm worker" . C'est un Suzuki Samurai fabriqué sous licence et rebadgé. Il est livrable baché ou avec un hard-top.